# Myrtus
Myrtus (el gènere de la murtra) és un gènere amb una o dues espècies de plantes amb flors dins la família Mirtàcia, és originari del sud d'Europa i del nord de l'Àfrica. La planta és un arbust de fulla persistent o un arbre menut, fa fins a 5 m d'alt. La fulla és entera de, 3–5 cm de llarg amb un oli essencial fragant. La flor és en forma d'estrella amb nombrosos estams. Normalment els pètals són blancs. El fruit, anomenat murtró en el cas de la murtra, és una baia arrodonida que és dispersada pels ocells.
A banda de la murtra mediterrània l'altra espècie és sahariana, Myrtus nivellei, restringida a zones muntanyoses lleugerament més humides del Tassili n'Ajjer del sud d'Algèria i del Tibesti al Txad. On es considera una espècie relicta provinent dels climes més humits del passat del Sàhara. L'espècie sahariana es troba dins la llista d'espècies amenaçades. Per alguns especialistes botànics M. nivellei no és prou diferent de M. communnis per a considerar-les espècies diferents.

## Plantes relacionades
Moltes altres plantes en temps passats s'havien inclòs dins del gènere de la murtra. Es tractava generalment de plantes d'origen sud-americà i de Nova Zelanda. Actualment però s'inclouen dins dels gèneres Eugenia, Lophomyrtus, Luma, Rhodomyrtus, Syzygium, Ugni, i fins a dotze gèneres més.